# Demetrio Baffa
Demetrio Baffa (Santa Sofia d'Epiro, 24 ottobre 1834 – Santa Sofia d'Epiro, 2 maggio 1911) è stato un patriota italiano.

## Biografia
Demetrio Baffa nacque in un'antica famiglia di origine arbëreshë a Santa Sofia d'Epiro in Calabria nel 1834, figlio unico di Angelo Baffa e Mitilde Fazio, originaria di Cerzeto. Compì i suoi studi presso il Collegio di Sant'Adriano in San Demetrio Corone avvicinandosi alle idee rivoluzionarie.
Amico di Giovan Battista Falcone e Domenico Damis fu tra i primi arbëreshë a prendere parte ai moti rivoluzionari del 1860 ed alla Spedizione dei Mille, sotto le file del reggimento militare guidato dal cugino Nicodemo Baffa.
Nelle file dei patrioti diede prova di grande coraggio ed abnegazione, combattendo nella Battaglia del Volturno e nella Battaglia del Garigliano, venendo decorato per il suo valore con entrambe le medaglie di queste battaglie. 
Raggiunto il grado di Tenente colonnello gli venne offerta la possibilità di un seggio da Deputato nel Parlamento che egli rifiutò per non allontanarsi dalla famiglia e dedicandosi allo studio dei testi sacri. 
Uomo pio e religiosissimo fu prodigo nei confronti dei meno fortunati e fondò, oltre ad un monte frumentario, due cappelle votive sparse nell'agro di Santa Sofia d'Epiro dedicate rispettivamente al culto di Santa Sofia, eretta in memoria della giovane moglie morta prematuramente nel 1884, e della Beata Vergine Maria del Monte Carmelo per grazia ricevuta nel 1901.
Demetrio Baffa morì a Santa Sofia d'Epiro nel maggio 1911.